# Вільєв Михайло Анатолійович
Михайло Анатолійович Вільєв (рос. Михаил Анатольевич Вильев; 20 серпня (1 вересня) 1893 — 1 грудня 1919, Петроград) — російський астроном.
Закінчив Петроградський університет в 1915 і був залишений на кафедрі астрономії для підготовки до професорського звання. Читав в університеті лекції з хронології, математичної теорії календаря і історії астрономії. Брав участь в експедиціях для спостережень сонячних затемнень (1912, 1914).
Прожив коротке життя, але встиг зарекомендувати себе видатним астрономом-теоретиком, значним фахівцем в області небесної механіки і історії астрономії. Розробляв теорію абсолютних збурення малих планет, обчислив орбіти багатьох комет і малих планет. Його монографія, присвячена дослідженню основного завдання теоретичної астрономії — визначенню орбіт, була видана посмертно в 1938. Особливий інтерес проявляв до передобчислювання затемнень і проблем хронології. Розробив наближену теорію руху Місяця, Сонця і великих планет для швидкого визначення дат історичних подій старовини, описи яких в літописах зв'язувалися з астрономічними явищами. Його робота «Канон руських сонячних затемнень» (1915) охоплює період з X по XVIII ст. Знав, окрім низки сучасних іноземних мов, латину, старогрецьку і староєврейську. Читав єгипетські ієрогліфи, володів арабською мовою, переводив ефіопські літописи.
Ім'ям Вільева названий кратер на Місяці і мала планета (2553 Вільєв), відкрита М. С. Черних 29 березня 1979 року в Кримській астрофізичній обсерваторії.